# Parafia Najświętszej Maryi Panny Królowej Polski w Ciepieniu
Parafia Najświętszej Maryi Panny Królowej Polski w Ciepieniu – parafia rzymskokatolicka, znajdująca się w diecezji włocławskiej, w dekanacie czernikowskim. 

## Duszpasterze
- proboszcz: ks. Sławomir Bącela (od 2003)

## Kościoły
- kościół parafialny: Kościół Najświętszej Maryi Panny Królowej Polski w Ciepieniu